# Cinco de Setembro (jornal)
O Cinco de Setembro foi um jornal brasileiro sediado em Manaus, capital do estado do Amazonas. Foi o segundo jornal impresso a circular no Amazonas e o primeiro destes a ser impresso no próprio estado. Recebeu o nome de Cinco de Setembro em alusão ao dia em que o Amazonas foi elevado à categoria de província, desmembrando-se do Grão-Pará. Sua primeira circulação deu-se em 3 de maio de 1851.
O jornal renomeou-se para Estrella do Amazonas, em 1854. Recebeu grande influência de João Batista Figueiredo Tenreiro Aranha, presidente da província à época, que também havia sido redator do jornal "A Opinião", no Pará, e havia implantado no Amazonas a primeira tipografia, constituída de uma impressora de pedal e uma caixa de tipos.
O Cinco de Setembro tornou-se um periódico voltado principalmente para a publicação de atos governamentais, tais como os feitos do Império do Brasil e a reprodução de informações sobre escravos fugitivos.